# Osamu Ueno
Osamu Ueno (jap. 上野 修 Ueno Osamu; * 22. Juni 1983 in Nozawa Onsen) ist ein ehemaliger japanischer Freestyle-Skier. Er war auf die Disziplinen Moguls und Dual Moguls (Buckelpiste) spezialisiert.

## Werdegang
Ueno nahm im Januar 2003 in Mont-Tremblant erstmals am Freestyle-Skiing-Weltcup teil, wobei er  den 24. Platz im Moguls errang. Im selben Monat belegte er bei den Weltmeisterschaften in Deer Valley den 33. Platz im Dual Moguls und den 23. Rang im Moguls. In der Saison 2004/05 erreichte er mit Platz zehn im  Moguls in Fernie seine erste Top-Zehn-Platzierung sowie mit Platz drei in Inawashiro seine erste Podestplatzierung im Weltcup und errang damit zum Saisonende den 16. Platz im Moguls-Weltcup. Im folgenden Jahr wurde er japanischer Meister im Moguls und belegte bei den Olympischen Winterspielen in Turin den 20. Platz im Moguls. Im Weltcup kam er viermal unter die ersten zehn und errang damit den 20. Platz im Moguls-Weltcup. Nach Platz 30 im Moguls in Mont Gabriel zu Beginn der Saison 2006/07, kam er in Deer Valley auf den dritten Platz im Moguls und kam mit drei weiteren Top-Zehn-Platzierungen auf den 14. Platz im Moguls-Weltcup. Beim Saisonhöhepunkt, den Weltmeisterschaften 2007 in Madonna di Campiglio, belegte er den 19. Platz im Moguls und den zehnten Rang im Dual Moguls. In der Saison 2007/08 erreichte er in Inawashiro mit dem zweiten Platz im Moguls seine beste Platzierung im Weltcup und zum Saisonende mit dem 12. Platz im Moguls-Weltcup sein bestes Gesamtergebnis. Zudem siegte er erneut bei den japanischen Meisterschaften im Moguls. Bei den Weltmeisterschaften im folgenden Jahr in Inawashiro kam er auf den 42. Platz im Dual Moguls und auf den 38. Rang im Moguls. Bei den Winter-Asienspielen 2011 in Almaty gewann er im Dual Moguls sowie im Moguls jeweils die Silbermedaille. Seinen 92. und damit letzten Weltcup absolvierte er im März 2013 in Åre, welchen er auf dem 37. Platz im Dual Moguls beendete.

## Erfolge

### Olympische Spiele
- 2006 Turin: 20. Platz Moguls

### Weltmeisterschaften
- 2003 Deer Valley: 23. Platz Moguls, 33. Platz Dual Moguls
- 2007 Madonna di Campiglio: 10. Platz Dual Moguls, 19. Platz Moguls
- 2009 Inawashiro: 38. Platz Moguls, 42. Platz Dual Moguls

### Weltcupwertungen
| Saison  | Gesamt | Gesamt | Moguls | Moguls | Dual Moguls | Dual Moguls |
| Saison  | Platz  | Punkte | Platz  | Punkte | Platz       | Punkte      |
| ------- | ------ | ------ | ------ | ------ | ----------- | ----------- |
| 2002/03 | 114.   | 6      | 39.    | 44     | 30.         | 4           |
| 2003/04 | 87.    | 9      | 24.    | 132    | -           | -           |
| 2004/05 | 51.    | 15     | 16.    | 161    | -           | -           |
| 2005/06 | 59.    | 15     | 20.    | 165    | -           | -           |
| 2006/07 | 32.    | 21     | 14.    | 209    | -           | -           |
| 2007/08 | 41.    | 21     | 12.    | 206    | -           | -           |
| 2008/09 | 72.    | 12     | 21.    | 108    | -           | -           |
| 2010/11 | 125.   | 4      | 34.    | 41     | -           | -           |
| 2011/12 | 102.   | 8      | 26.    | 103    | -           | -           |
| 2012/13 | 232.   | 2      | 45.    | 26     | -           | -           |

### Weitere Erfolge
- Winter-Asienspiele 2011: 2. Platz Dual Moguls, 2. Platz Moguls
- 7 Podestplätze, davon 4 Siege im Australian New Zealand Cup
- 2 japanische Meistertitel (2006, 2008 Moguls)